# Joseph van Aken

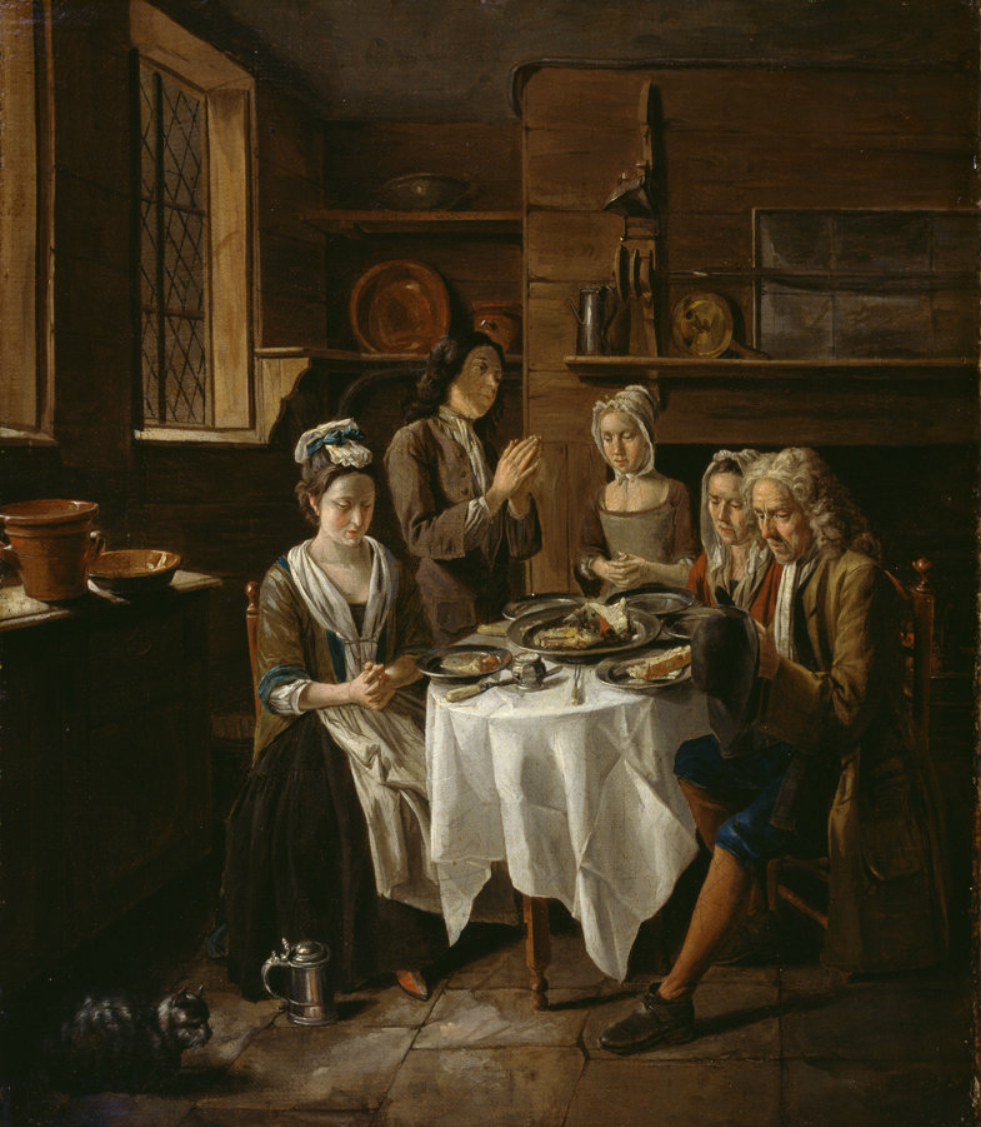
Modlitwa przed posiłkiem, ok. 1720

Joseph van Aken (ur. ok. 1699 w Antwerpii, zm. 4 lipca 1749 w Londynie) – flamandzki malarz aktywny od 1720 w Anglii.
Artysta malował początkowo sceny rodzajowe, po wyjeździe do Londynu zrezygnował z samodzielnej pracy i poświęcił się malowaniu draperii na zlecenie innych malarzy. Osiągnął przy tym taką biegłość, że przylgnął do niego przydomek  Schneider van Aken (Van Aken krawiec). Jego pracodawcami byli uznani portreciści angielscy tacy jak: Joseph Highmore, Thomas Hudson, George Knapton, Henry Winstanley, Arthur Pond, Allan Ramsay, Bartholomew Dandridge i wielu innych. Zleceniodawcy malowali zazwyczaj tylko twarze portretowanych osób, powierzając niemal całe płótno, łącznie z kompozycją  anonimowemu podwykonawcy. Ich uzależnienie od biegłego rzemieślnika było tak duże, że posuwali się nawet do gróźb i szantażu, by utrzymać go przy sobie. Po śmierci Josepha van Akena William Hogarth narysował karykaturę, na której przedstawił niepocieszonych portrecistów rozpaczających na jego pogrzebie.
Obecnie znanych jest zaledwie kilka samodzielnych prac artysty, są to sceny rodzajowe i portrety grupowe, m.in. w Tate Britain, Museum of London i Manchester Art Gallery.
Brat Josepha Alexander Aken był jego pomocnikiem i zajmował się również mezzotintą.